# São José do Mantimento
São José do Mantimento – miasto i gmina w Brazylii, w stanie Minas Gerais. Znajduje się w mikroregionie Manhuaçu.